# James Glimm
James Glimm,  né le 24 mars 1934 à Peoria, Illinois, est un mathématicien et physicien mathématicien américain.

## Biographie
James Glimm étudie d'abord les sciences de l'ingénieur à l'université Columbia, avec un B. A. en 1956, et par la suite les mathématiques, où il obtient un Ph. D. doctorat sous la direction de Richard Kadison en 1959 (On a certain class of operator algebras). En 1959-1960, il est à l'Institute for Advanced Study, de 1960 à 1968 au MIT (où il passe de professeur associé à professeur titulaire), de 1968 à 1974 et de 1982 à 1989 il est professeur au Courant Institute of Mathematical Sciences de l'université de New York, et entre 1974 à 1982 il est professeur à l'université Rockefeller. À partir de 1989, il est « distinguished professor » à l'Université d'État de New York à Stony Brook et aussi membre du Computational Science Center du Laboratoire national de Brookhaven,.

## Travaux
Glimm se fait connaître à partir des années 1960 par ses travaux fondamentaux, avec Arthur Jaffe, sur la théorie quantique des champs constructive. Plus tard, il travaille également sur les simulations numériques avec emploi massif d'ordinateurs (modélisation de gisements pétroliers, modèles biochimiques, hydrodynamique). D'autres travaux concernant les algèbres d'opérateurs ; les algèbres uniformément hyperfinies (en) sont aussi appelées « algèbres de Glimm ». Il démontre également un théorème d'approximation à la Stone-Weierstrass « non commutatif » pour des algèbres d'opérateurs, il travaille en mécanique statistique quantique et sur la théorie des ondes de choc (équations aux dérivées partielles hyperboliques).

## Livres
- James Glimm et Arthur Jaffe, Quantum physics : a functional integral point of view, New York, Springer-Verlag, 1987, 2e éd. (1re éd. 1981), XXII+535 (ISBN 0-387-96476-2)

- (en) James Glimm et Arthur Jaffe, Collected Papers : Quantum field theory and statistical mechanics, vol. 1, Boston, Birkhäuser, coll. « Contemporary Physicists », 1985, 418 p. (ISBN 0-8176-3271-9, lire en ligne)  — Réimpression d'articles parus en 1969-1977.

- (en) James Glimm et Arthur Jaffe, Collected Papers : Constructive quantum field theory, vol. 2, Boston, Birkhäuser, coll. « Contemporary Physicists », 1985, 533 p. (ISBN 0-8176-3272-7, lire en ligne)  — Réimpression d'articles parus en 1968-1980.

- James Glimm et Peter D. Lax, Decay of solutions of systems of nonlinear hyperbolic conservation laws, Providence, R.I, American Mathematical Society, coll. « Memoirs of the American Mathematical Society » (no 101), 1970, xvii+112 (ISBN 0-8218-1801-5, DOI 10.1090/memo/0101, lire en ligne)

## Prix, honneurs et bourses
- 1959-1960 : Boursier de la National Science Foundation
- 1963-1964, 1965-1966 : Guggenheim Fellowship[3]
- 1979 : prix de mathématiques et physique de l’Académie des sciences de New York.
- 1980 : avec Arthur Jaffe prix Dannie Heineman pour la physique mathématique[4]
- 1984 : élu membre de l'Académie nationale des sciences des  États-Unis.
- 1992 : lauréat du Prix Leroy P. Steele de l'American Mathematical Society pour sa solution de  systèmes hyperboliques d'équations aux dérivées partielles[5].
- 2003 : National Medal of Science.
- 2009 : Fellow de Society for Industrial and Applied Mathematics
- 2007- 2009 : Glimm est président de l'American Mathematical Society (AMS), dont il est Fellow.

En 1974 il est orateur de séance plénière au Congrès international des mathématiciens à Vancouver (Analysis over infinite dimensional spaces and applications to quantum field theory) et en 1970 il est « Invited Speaker » du ICM de Nice (Models for Quantum Field Theory).
Un de ses élèves est le physicien mathématicien Thomas C. Spencer.